# Winder
Winder is een plaats (city) in de Amerikaanse staat Georgia, en valt bestuurlijk gezien onder Barrow County.

## Demografie
Bij de volkstelling in 2000 werd het aantal inwoners vastgesteld op 10.201.
In 2006 is het aantal inwoners door het United States Census Bureau geschat op 13.161, een stijging van 2960 (29.0%).

## Geografie
Volgens het United States Census Bureau beslaat de plaats een oppervlakte van
29,0 km², waarvan 28,1 km² land en 0,9 km² water.

## Plaatsen in de nabije omgeving
De onderstaande figuur toont nabijgelegen plaatsen in een straal van 16 km rond Winder.